# Карамоко Діарра
Карамоко Діарра (*д/н–1887) — фаама держави Бамбара в 1883—1887 роках.

## Життєпис
Походив з династії Нголосі. 1883 року повалив двоюрідного брата фааму Массатому. Розпочав активну війну проти Ахмаду Талла, альмамі Імперії тукулерів. Декілька разів спробував захопити колишню столицю Бамбара — Сікоро, проте зазнав невдачі.
Побоюючись змови двоюрідних братів Тгоми і Монсона (синів фаами Тіфоло Діарра) наказав їх отруїти. У відповідь 1887 року третій брат убитих — Н'то — повалив Карамоко Діарру, передавши трон старшому брату Марі Діаррі.